# Bdelyrus iquitosensis
Bdelyrus iquitosensis là một loài bọ cánh cứng trong họ Bọ hung (Scarabaeidae).